# Ливанская волость
Ливанская волость (латыш. Līvānu pagasts) — бывшая территориальная единица Даугавпилсского уезда Латвии. Находилась на правом берегу реки Даугава. Граничила с городом Ливаны, Випской, Рудзетской, Варкавской, Калупской и Ницгалской волостями своего уезда, Аташиенской волостью Резекненского уезда, Дигнайская волость Екабпилсского уезда и Рубенской волостью Илукстского уезда. Администрация волости была расположена в городе Ливаны.

## История
10 сентября 1945 года в составе Ливанской волости находились Герцанский, Ерсикский, Ливанский, Петерниекский, Рожупский, Старский, Туркский, Упениекский и Зепский сельские советы. После упразднения Ливанской волости 31 декабря 1949 года, все они были включены в состав Ливанского района.
В наши дни территория бывшей Ливанской волости распределена между Турской, Рожупской, Ерсикской волостями Ливанского края и Упмальской и Варкавской волостями Варкавского края.

## Известные люди
- Ромуалдс Анцанс (1944 — 2011) — советский и латвийский актёр театра и кино